# Nhà nước Liên minh
Nhà nước Liên minh, tên đầy đủ là Nhà nước Liên minh Belarus và Nga, là một tổ chức siêu quốc gia với thành viên là Liên bang Nga và Cộng hòa Belarus, ra đời nhằm làm sâu sắc thêm mối quan hệ giữa hai quốc gia thông qua hội nhập trong chính sách kinh tế và quốc phòng. Ban đầu, Nhà nước Liên minh nhằm mục đích thành lập một liên minh; tuy nhiên, cả hai quốc gia hiện vẫn giữ được nền độc lập của mình. Thủ đô của liên minh tại Moskva.
Năm 1997, các thành viên của Nhà nước Liên minh đã ấn định một ngày nghỉ lễ chung, đó là ngày Đoàn kết nhân dân Belarus và Nga, diễn ra vào ngày 2 tháng 4 hằng năm.